# Dan-Ola Eckerman
Dan-Ola Eckerman (Turku, 26 maart 1963 – aldaar, 25 mei 1994) was een profvoetballer uit Finland, die speelde als doelman gedurende zijn carrière. Hij speelde zijn gehele loopbaan voor TPS Turku. Eckerman overleed op 31-jarige leeftijd aan de gevolgen van leukemie.

## Interlandcarrière
Eckerman kwam in totaal vier keer uit voor de nationale ploeg van Finland in 1989. Hij maakte zijn debuut onder leiding van bondscoach Jukka Vakkila op 13 januari 1989 in de vriendschappelijke uitwedstrijd tegen Egypte (2-1 nederlaag) in Caïro, net als Anders Roth (Örgryte IS). Eckerman moest in dat duel na de eerste helft plaatsmaken voor Olli Huttunen.

## Erelijst
TPS Turku
- Suomen Cup

1991